# (16426) 1988 EC
1988 إي سي (ويعرف أيضًا باسم (16426) 1988 إي سي وفق تسمية الكوكب الصغير) (بالإنجليزية: 1988 EC)‏ هو كويكب ضمن حزام الكويكبات؛ وترتيبه 16426 من حيث الاكتشاف.
اكتُشف هذا الجُرم الفلكي بواسطة Yoshiaki Oshima ‏ في 7 مارس 1988.

## وصلات خارجية
- (16426) 1988 EC في قاعدة بيانات مختبر الدفع النفاث لأجرام النظام الشمسي الصغيرة

- الاكتشاف · مخطط المدار ·  العناصر المدارية · المعلمات المادية

- (16426) 1988 EC على موقع ويكي سكاي: DSS2, SDSS, GALEX, IRAS, Hydrogen α, X-Ray, Astrophoto, Sky Map, Articles and images